# Звягель II
Звягель II — пасажирський зупинний пункт Коростенської дирекції Південно-Західної залізниці (Україна), розташований на дільниці Звягель I — Житомир між зупинними пунктами Гульськ (відстань — 4 км) і Барвинівка (4 км). Відстань до ст. Звягель I — 18 км, до ст. Житомир — 73 км.

## Загальний опис
Розташований у Звягельському районі Житомирської області, за 2 км на північний захід від села Барвинівки.
Відкритий 1937 року як станція Новоград-Волинський II. Тривалий час станція була законсервована, а 2013 року переведена в розряд зупинних пунктів. Сучасна назва з 2022 року.